# Les Costello
Les Costello (16. únor 1928 – 11. prosinec 2002) byl kanadský kněz a hokejista.
Les Costello nastoupil v NHL poprvé ve dvaceti letech na křídle v celku Toronto Maple Leafs. V pěti zápasech play-off stačil dát dva góly a na dva přihrál a hned byl označen za nadějnou hvězdu. O dva roky později však z NHL odešel a vstoupil do semináře.
Od roku 1957 byl knězem v kostele svatého Alfonse v městě Timmins. Založil misii pro chudé, o něž se celý život snaživě staral. Se svým hokejovým týmem tvořeným kněžími procestoval svět a exhibičními utkáními vydělal pro charitu přes čtyři miliony dolarů. Podle přátel byl nejen obětavým knězem, ale také skvělým bavičem, což dokazuje i jeho zvyk začínat bohoslužbu vtipem.
Muž, který se vzdal velké kariéry v NHL a stal se knězem, zemřel ve středu 11. prosince poté, co se udeřil do hlavy při přípravě na hokejové utkání svého týmu Létajících páterů. Bylo mu 74 let.